# Vormwald (Hilchenbach)
Vormwald is een plaats in de Duitse gemeente Hilchenbach, deelstaat Noordrijn-Westfalen, en telt 1157 inwoners (2006). Door het dorp loopt Bundesstraße 508.